# Slaget ved Hemmingstedt
Slaget ved Hemmingstedt var et slag mellem kong Hans' hær og befolkningen i Ditmarsken år 1500. Kong Hans, som da var konge i Kalmarunionen (Danmark, Norge og Sverige), begav sig dette år mod Meldorf i Ditmarsken med sin hær bestående af danske adelsmænd og Den saksiske garde. Hensigten var at underlægge sig Ditmarsken, der var en uafhængig bonderepublik syd for Ejderen i Holsten, som officielt var underlagt bispesædet i Bremen, men reelt var autonom. Der var ingen central ledelse i republikken, og magten var spredt rundt om i forskellige landsbyer. Ditmarskerne var organiserede som en bondehær, og i moderne terminologi begrænset til at bruge guerillametoder og primitive våben i kampen for at forsvare deres område. De talte ca. 6.000 personer og var alle bønder.
Dithmarkerne vandt slaget, og angiveligt blev den originale Dannebrogsfane fra Estlandstoget i 1219 erobret af ditmarskerne i dette slag og efterfølgende hængt op i kirken ved Meldorf.

## Baggrund
Ditmarsken ligger mellem floderne Elben og Ejderen i umiddelbar tilknytning til Holsten. Allerede i 1227 var området blevet en selvstændig republik, som styredes af selvejende bønder, og de havde siden da formået at værne deres selvstyre mod alle, som ønskede at underkue området. En fordel for forsvarerne var, at området var fladt og havde få veje samt var sumpet, gennemtrængt af vand og fuldt af diger. Da grevskabet Holsten i 1474 blev et hertugdømme, havde den tysk-romerske kejser tillige slået fast, at Holsten omfattede Ditmarsken, som dermed skulle lyde under den danske konge, som var indehaver af den holstenske hertugtitel. Ditmarskens indbyggere nægtede at acceptere dette og anså sig i stedet som en selvstændig enhed, der hørte under ærkebispen af Bremen, skønt de længe også havde gjort modstand mod Bremen. Da kong Hans og hans broder hertug Frederik ville underkue ditmarskerne en gang for alle, benyttede de som begrundelse, at bønderne nægtede at udføre dagsarbejde ved opførelsen af borge i Holsten, og at der var opstået konflikter vedrørende sildefiskeriet ved øen Helgoland.

## Forberedelser og indledende manøvrer
Efter at kong Hans havde sikret sig, at Hansaen ville forholde sig neutral, drog han i januar år 1500 sammen en stor hær ind i Holsten, som samledes i Neumünster. Det danske og holstenske adelsrytteri talte omkring 2.000 mand og forstærkedes med 1.000 lejesoldater fra Sachsen ledede af den i samtiden berygtede hærfører Thomas Schlentz. Sammen med udskrevne fodfolk fra danske og holstenske byer og herreder talte den kombinerede dansk-holstenske hær omkring 10.000 mand. Efter som angriberne forventede en hurtig og let sejr, medbragte de også en stor mængde trossvogne for at kunne bringe det forventede bytte med sig tilbage.
Den 11. februar marcherede hæren ind i området fra sydøst og bevægede sig først i retning mod byen Heide. Fra byen Albersdorf gennemførtes et mindre skinanfald i retning mod Heide, mens hovedhæren via byerne Süderhastedt, Windbergen og Wolmersdorf drog syd på mod hovedbyen Meldorf, som blev indtaget og plyndret den 13. februar. Felttoget var indtil da gået meget let, og den fremtrængende hær var ikke stødt på nogen bønder, som ikke havde villet underkaste sig eller kapitulere. Da Ditmarskens største byer allerede var blevet overvundet, anså mange danskere krigen for i praksis at være overstået. Kongen og hertugen besluttede imidlertid at drage nord på, mod Heide, for at opsøge bønderne her og besejre dem. Vejret var dårligt med sne og slud og fremrykningen blev forsinket af besværet med at få kanonerne gennem mudderet.

## Slaget
Efter den 13. februar 1500 at have plyndret og nedbrændt Meldorf og massakreret byens indbyggere afventede kongen og hans hær et vejrskifte, der skulle muliggøre videre fremrykning. Efter indtagelsen af Meldorf var vejret slået om i tø, og føret var ufremkommeligt, hvorfor man håbede på frost. Den 17. februar 1500 vurderede Kong Hans, at de økonomiske omkostninger ved at have 10.000 mand stående ubeskæftigede var for store, og han traf beslutning om fremrykning trods advarsler fra sine rådgivere. Nu begyndte hæren imidlertid at støde ind i problemer, efter som den indtil da frosne marsk ikke lod sig befærde, og vejene forvandledes til søle.
I mellemtiden havde ditmarskerne fanget og afhørt en af kongens mænd, som var sendt ud for at rekognoscere. De indhentede gennem ham oplysninger om kongens planer (og planlagte rute), og kastede i nattens løb en jordvold op på tværs af den smalle vej, hæren måtte forcere. Desuden åbnede de sluserne mod Nordsøen, som havde opdæmmet de lavtliggende områder, hvorved de oversvømmedes. Herved fratoges den store hær muligheden for at udnytte deres overtal i terrænet, og de blev tvunget til at blive på den smalle, mudrede vej, ad hvilken de var kommet. Da den danske hær mødte en skanse, hvor ditmarskerne havde opstillet små kanoner, var deres egne kanoner ubrugelige på grund af vådt krudt.  Ditmarskerne angreb, ifølge overleveringen, Kong Hans' hær under kampråbet Help, Maria Milde og forårsagede øjeblikkelig forvirring og store tab, og det stod efterhånden klart, at et forsmædeligt tilbagetog var danskernes eneste udvej. Men grundet hærens betragtelige tross-vogne, som spærrede vejen bagud, var den ude af stand til at vende om og slippe væk. Man forsøgte i desperation at vælte vognene i vandet, og Kong Hans undslap selv kun med nød og næppe.
Blandt ditmarskernes fordele var, at de ved at bruge stager til at springe mellem små tuer af land blev mere mobile end fjenden. Desuden havde de fordel af at have vinden og den fygende sne i ryggen. Overleveringen siger videre, at ditmarskerne trods den bidende kulde smed støvlerne for at komme lettere omkring.

## Følger
De danske tab blev opgjort til ca. 7.000 døde og 1.500 tilfangetagne,, og blandt de døde var over 360 danske adelsmænd samt blandt andet to grever af slægten Oldenburg. Ifølge historikeren Ulf Sundberg skal ingen svenskere være døde i slaget, men Lars-Olof Larsson angiver at blandt de døde var "en række svenske adelige", deriblandt to medlemmer af riksrådet, Arvid Birgersson Trolles sønner.
En våbenstilstand mellem ditmarskerne og danskerne blev indgået den 5. maj, men til trods for, at kong Hans beregnede, at felttoget havde kostet ham 200.000 gylden, planlagde han snart at genoptage det. Dette skete dog ikke, efter som nyheden om nederlaget spredte sig meget hurtigt over Østersøområdet, og det faktum, at den danske hær var blevet besejret af bønder indebar et stort prestigetab for kong Hans og førte til, at et bondeoprør brød ud mod hans styre i Sverige året efter. I 1502 rustede kongen en hær, som skulle nedkæmpe det svenske oprør, men det lykkedes ikke at få kontrol over hele Sverige, selv om han fik støtte fra Hansestæderne til en økonomisk blokade, der blandt andet skabte hungersnød i store dele af Sverige.
Ifølge en legende skal ditmarskernes krigsbytte efter slaget ved Hemmingstedt have været så rigt, at de i lang tid efter slaget kunne binde deres hunde med riddernes guldkæder. De fortsatte med at hævde deres selvstændighed, og først i 1559 kunne en dansk hær under Johan Rantzaus ledelse indtage Heide. Området beholdt dog et vist selvstyre til 1867, da Ditmarsken blev en del af den tyske statsdannelse.
Angiveligt skulle den originale Dannebrogsfane fra Estlandstoget i 1219 ved denne lejlighed være blevet erobret af ditmarskerne og senere ophængt i kirken i Wöhrden.